# يوسوكي كاواكيتا
يوسوكي كاواكيتا (باليابانية: 川北 裕介) (13 مايو 1978 في أوساكا في اليابان – )؛ هو لاعب كرة قدم ياباني سابق كان يلعب كحارس مرمى.

## وصلات خارجية
- يوسوكي كاواكيتا على موقع رابطة كرة القدم اليابانية للمحترفين (اليابانية)
- يوسوكي كاواكيتا على موقع قاعدة بيانات كرة القدم.إي يو (الإنجليزية)
- يوسوكي كاواكيتا على موقع Soccerway.com (الإنجليزية)